# Lucas Cranach, o Jovem
Lucas Cranach, o Jovem (1515-1586) (Wittenberg, 4 de outubro de 1515 - Wittenberg, 25 de janeiro de 1586) foi um pintor de paisagens e retratista renascentista alemão. Era o filho mais jovem de Lucas Cranach, o Velho e iniciou sua carreira como aprendiz na oficina de seu pai junto com seu irmão Hans Cranach (1513-1537). Desde então, sua reputação e sua fama cresceram na medida do seu talento. Com a morte do seu pai, ele assumiu a oficina de trabalho.

## Vida e carreira
A Reforma Protestante começou em Wittenberg em 1515. Lucas Cranach, o Velho, era amigo de Martinho Lutero e se tornou conhecido como um dos principais produtores de propaganda artística protestante. Em 1550, Cranach, o Velho, deixou Wittenberg para se juntar a seu patrono João Frederico I, Eleitor da Saxônia no exílio. Após a partida de seu pai, Cranach, o Jovem, assumiu total responsabilidade pela florescente oficina da família. Nesta posição, ele manteve com sucesso a alta produção de trabalho de qualidade da oficina, incluindo imagens de reformadores como o próprio Lutero. Embora Cranach, o Jovem, nunca tenha sido um pintor da corte, ele trabalhou para membros da elite social, incluindo príncipes e nobres. Após sua morte em 1586, o teólogo Georg Mylius afirmou que a obra de Cranach, o Jovem, podia ser vista em "igrejas e escolas, em castelos e casas".
A família Cranach gozava de um status elevado em Wittenberg. Além da oficina de pintura, Cranach, o Jovem, foi um empresário e político de sucesso. Ele ocupou vários cargos políticos em Nuremberg a partir de 1549, quando serviu no conselho municipal. Ele também serviu como Chamberlain, começando em 1555 e Burgomaster a partir de 1565.
Em 20 de fevereiro de 1541, ele se casou com Barbara Brück (filha de Gregor Brück, conselheiro jurídico de Lutero e vizinho de Cranach em Wittenberg), com quem teve três filhos e uma filha. Ele também estava ligado à família Brück por sua irmã, Barbara Cranach, por ser casado com Christian Brück, irmão de sua esposa. Ela morreu de peste em 10 de fevereiro de 1550. Posteriormente, Cranach casou-se com Magdalena Schurff em 24 de maio de 1551. Essa união gerou cinco filhos, incluindo o pintor Augustin Cranach. Sua filha, Elisabeth, casou-se com Polykarp Leyser, o Velho.
Cranach, o Jovem, morreu em Wittenberg em 25 de janeiro de 1586, aos 70 anos. Ele está enterrado ao lado de um de seus melhores retábulos na igreja de Santa Maria, também conhecida como Stadtkirche Wittenberg.

## Algumas obras de Lucas Cranach, o Jovem

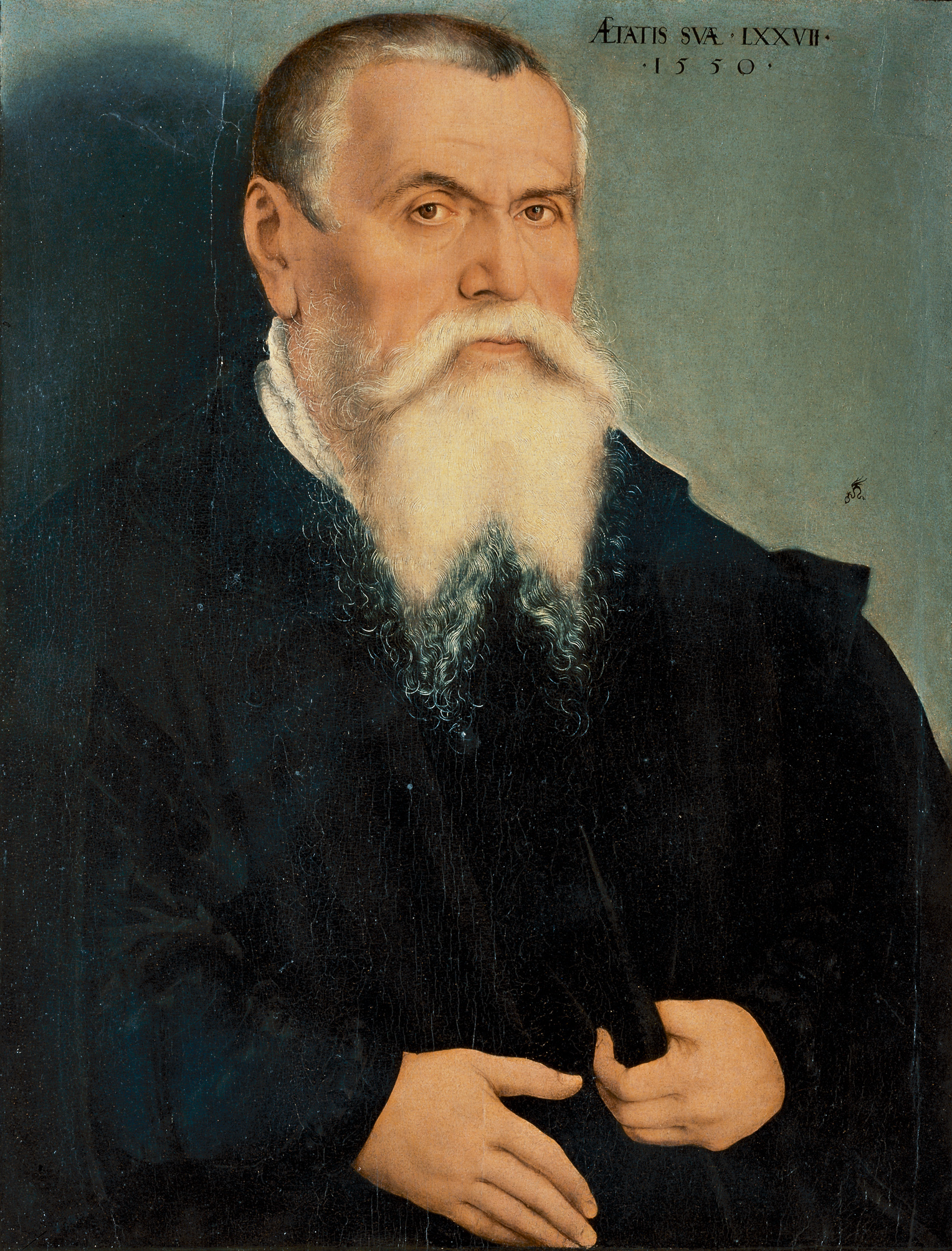
Lucas Cranach, o Velho
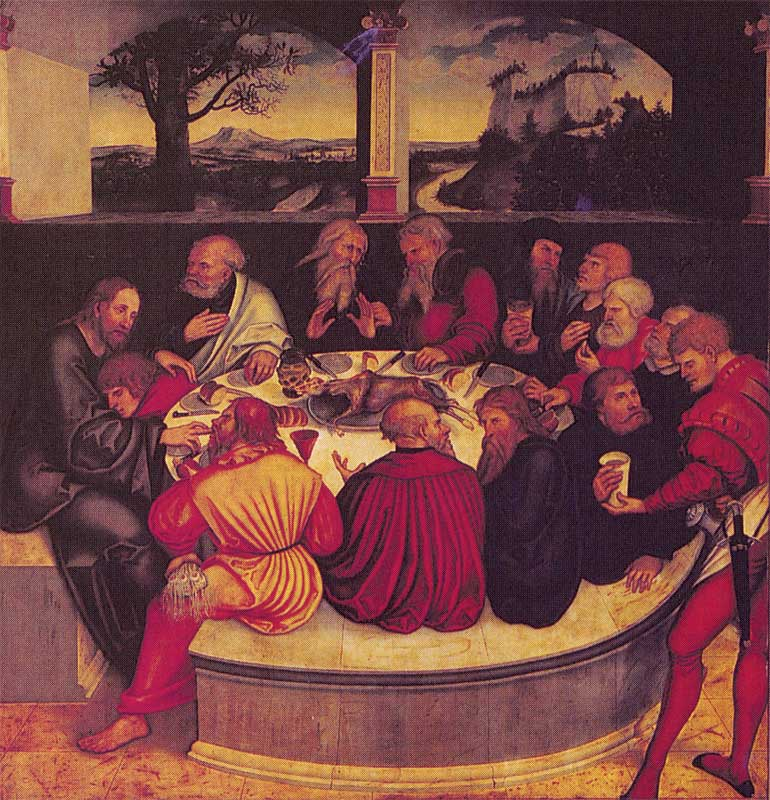
Epitáfio de Joachim von Anhalt 1565
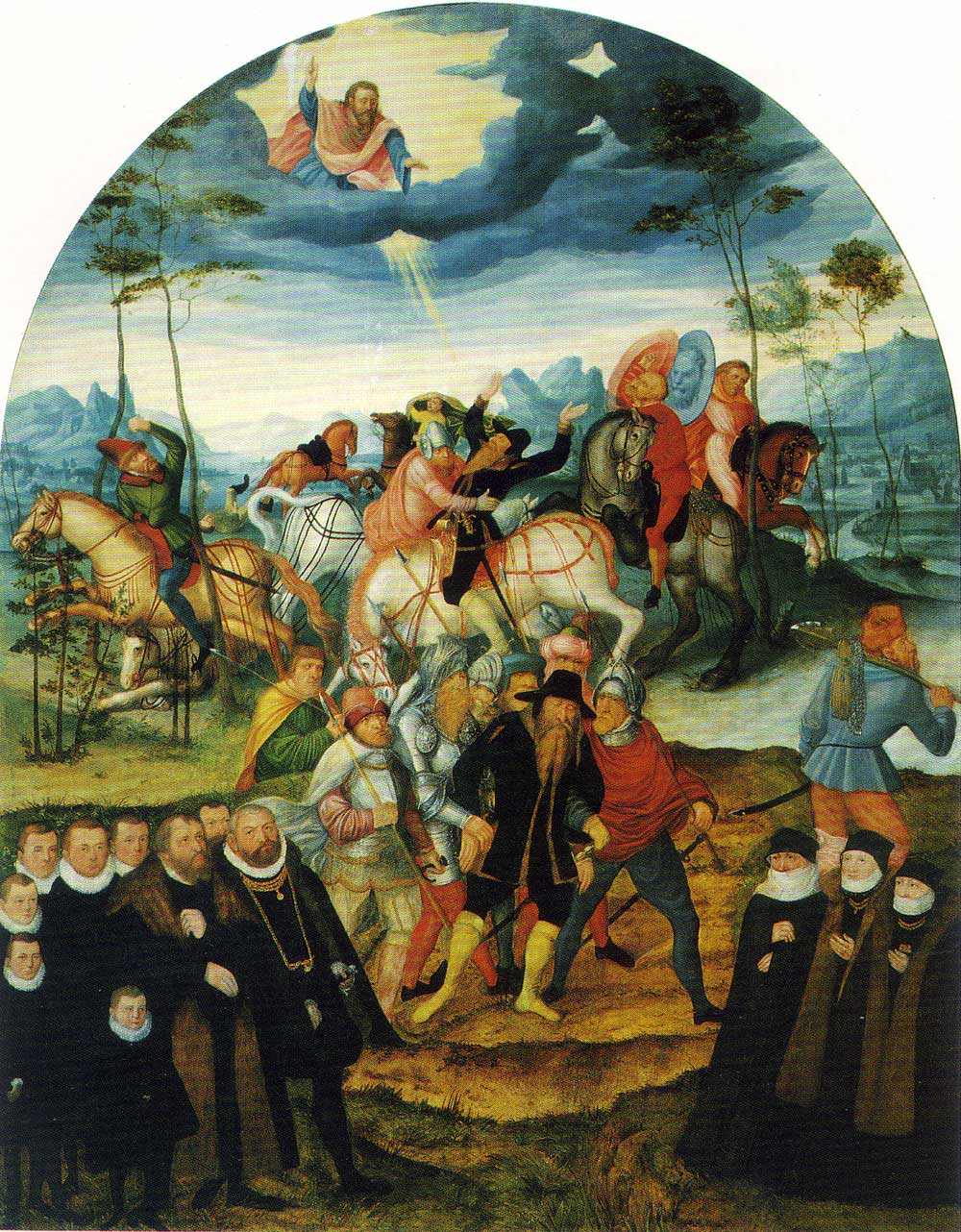
A cegueira de Paulo de Tarso, Epitáfio de Veit Winsheim (1501-1570)
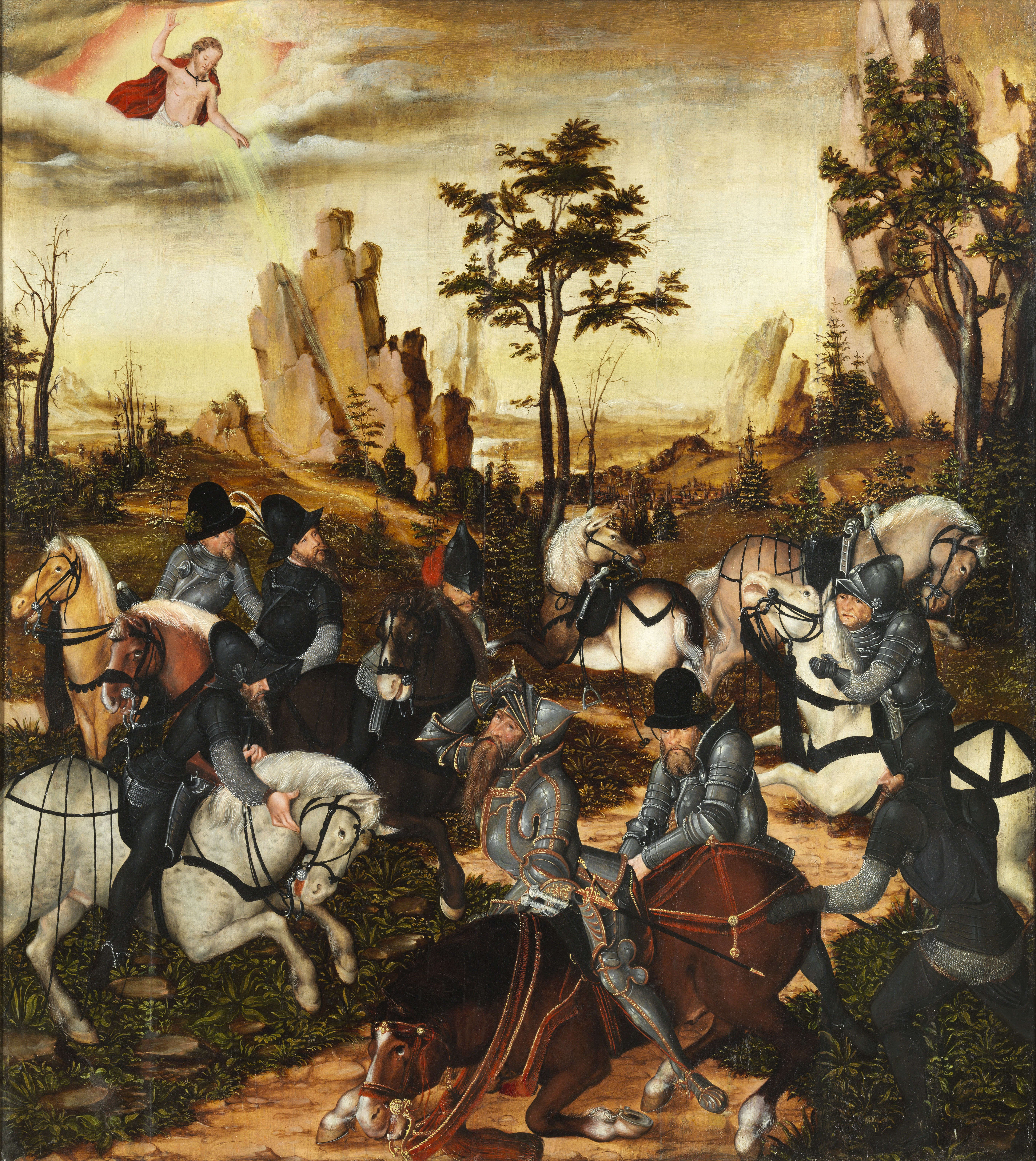
A Conversão de São Paulo
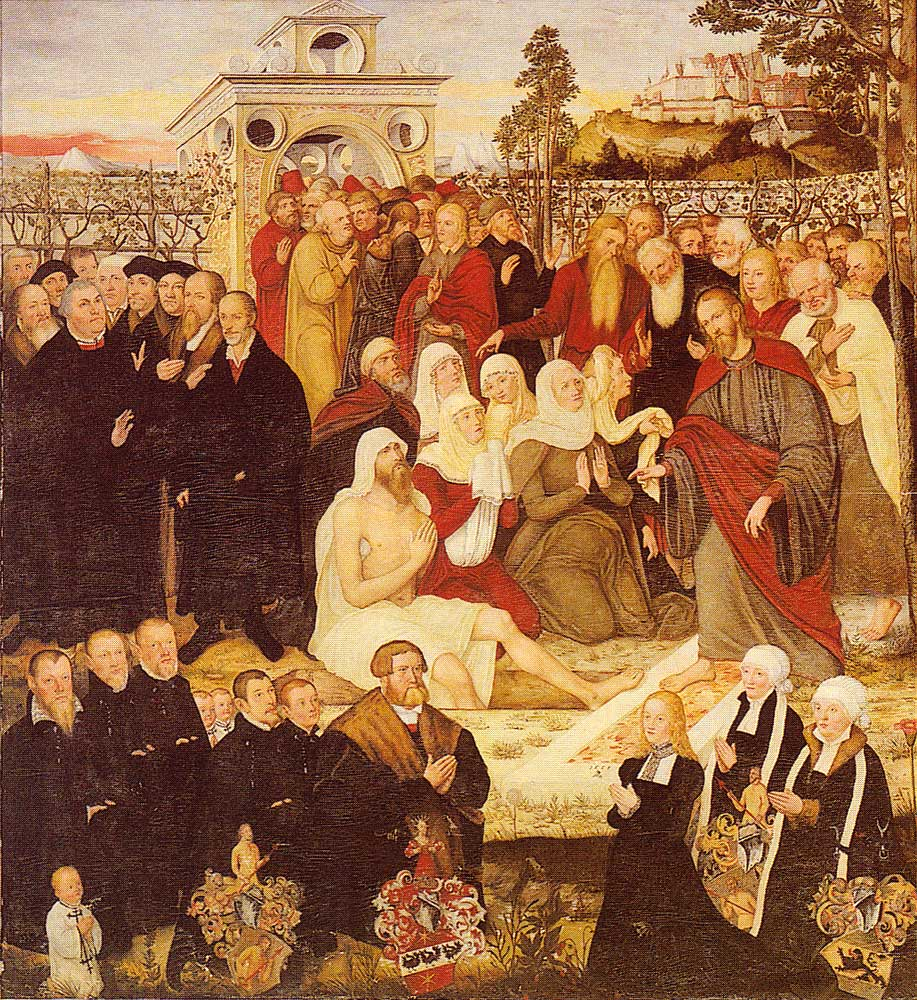
Epitáfio de Michael Meienburg (1491-1455)
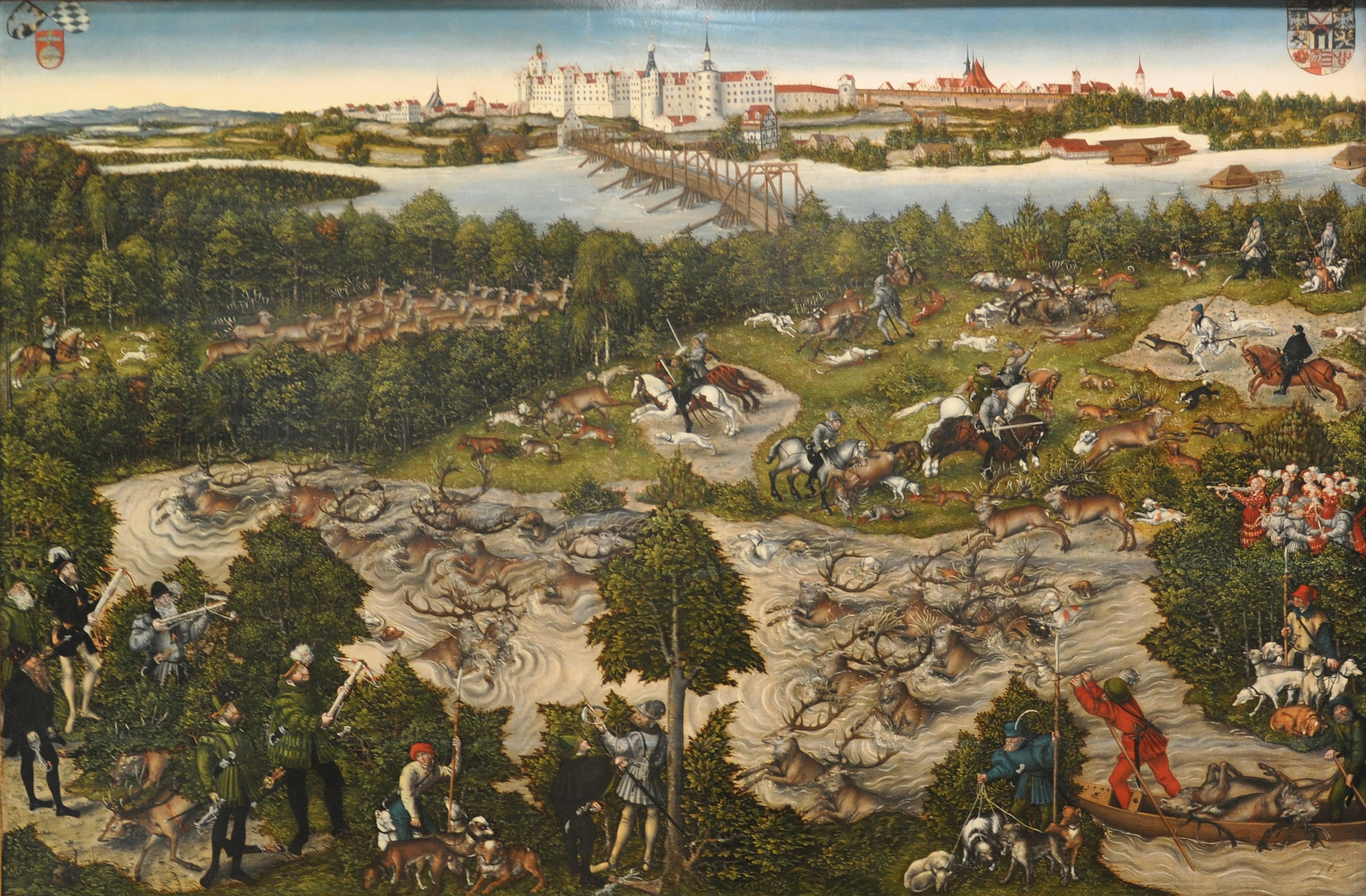
Caça ao cervo do príncipe Johann Friedrich (1544), Museu de História da Arte em Viena  Áustria
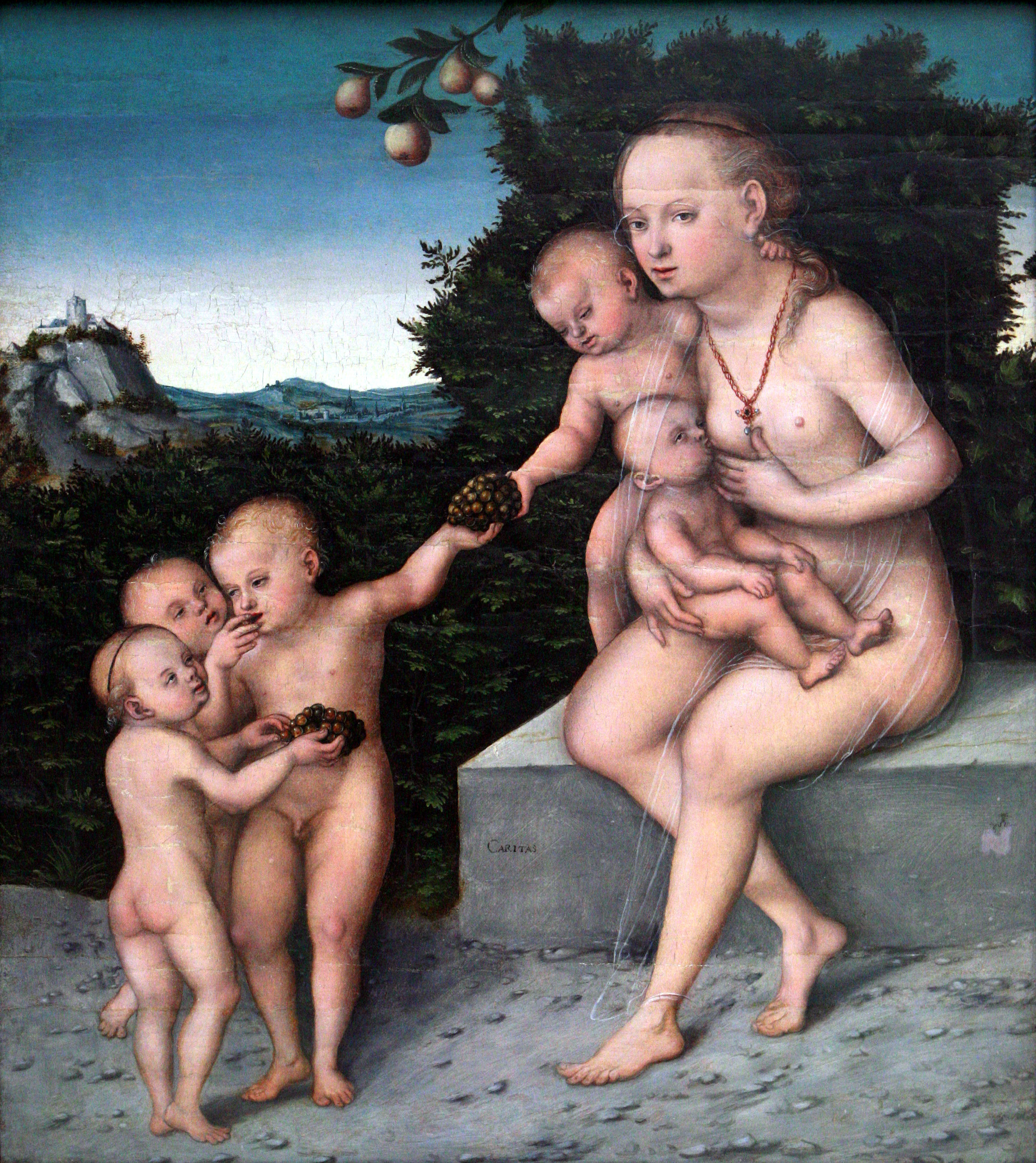
Caridade (Museu Real de Artes Polidas da Bélgica, Bruxelas,  Bélgica)
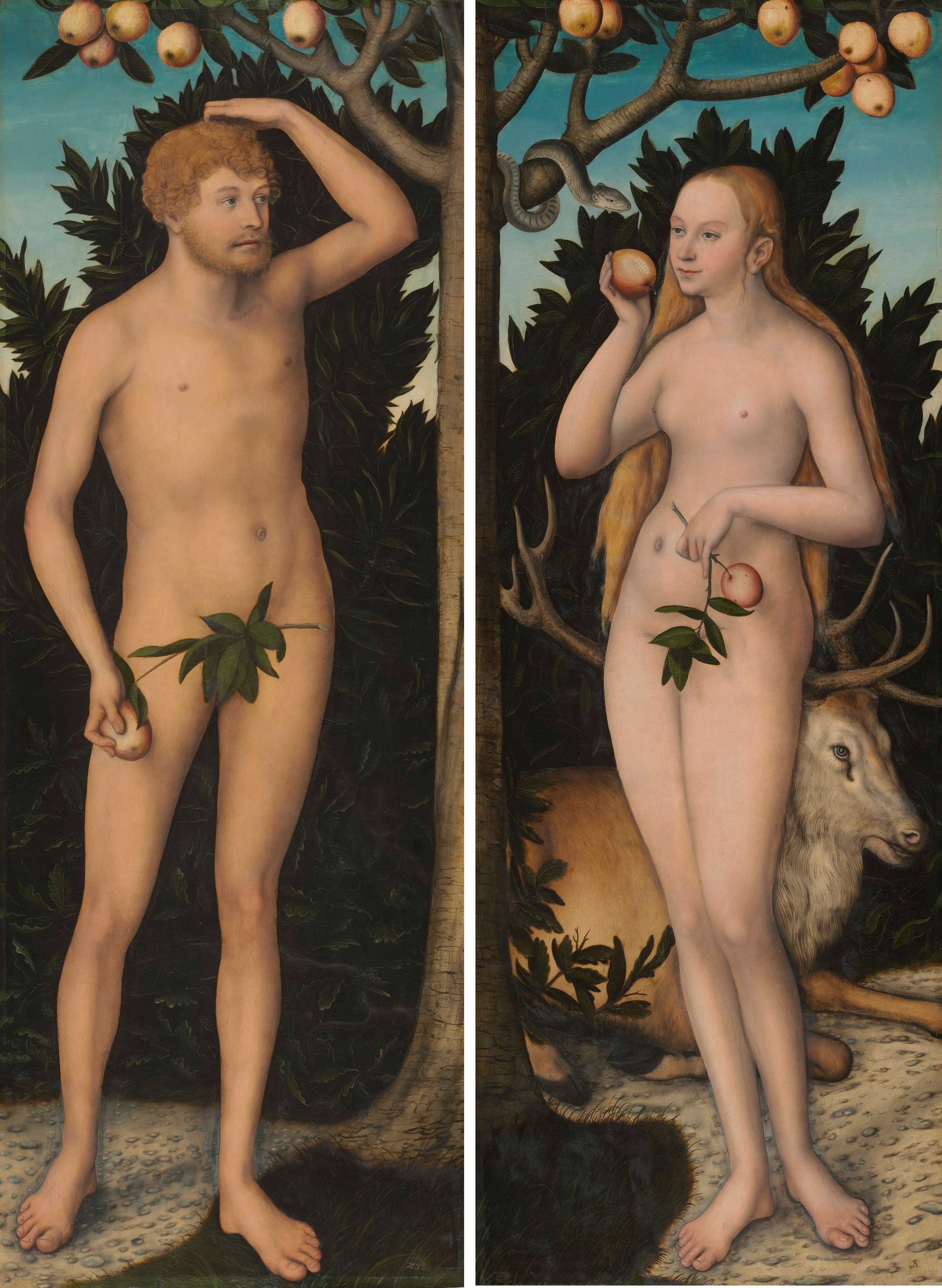
Adão e Eva
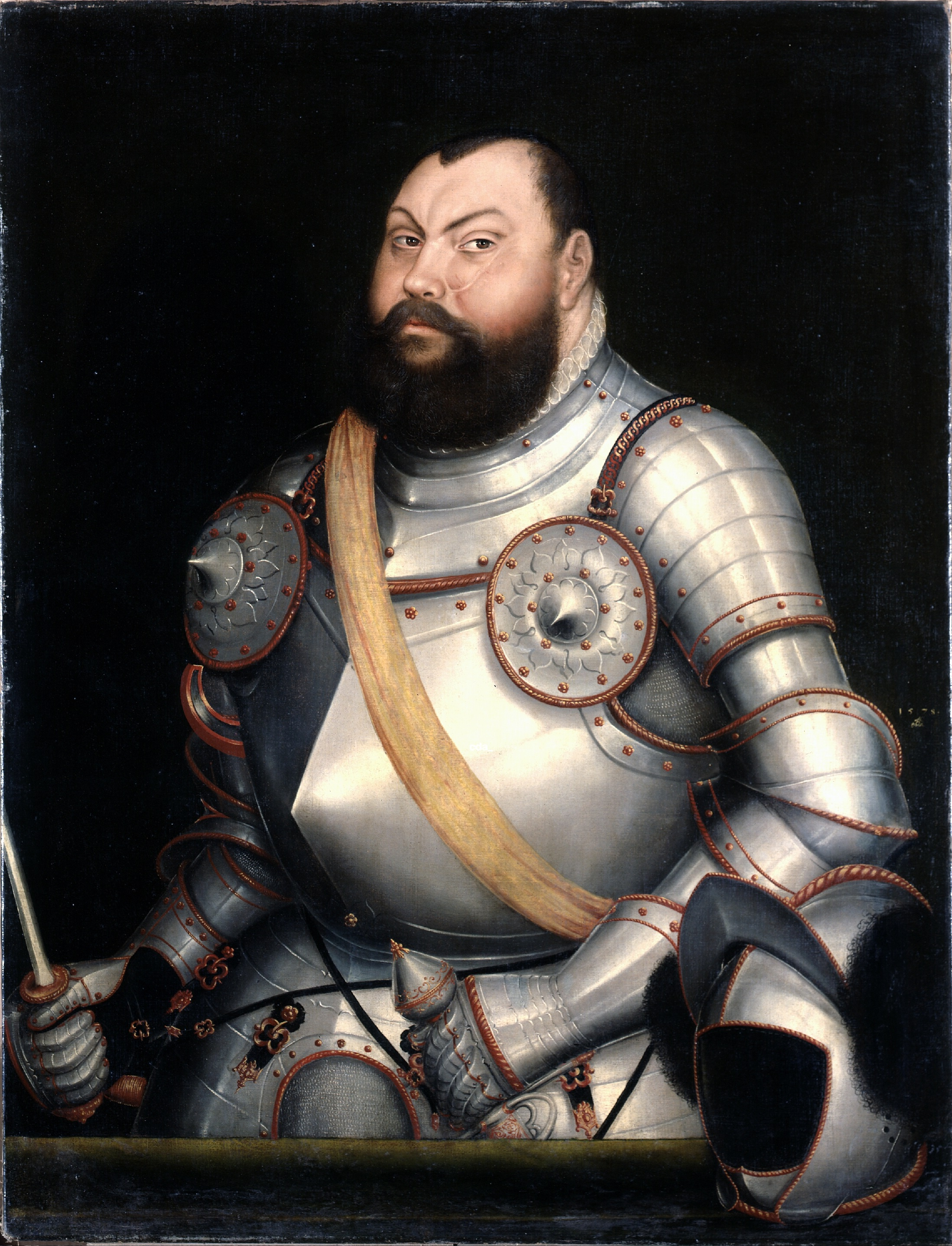
João Frederico I, Eleitor da Saxônia
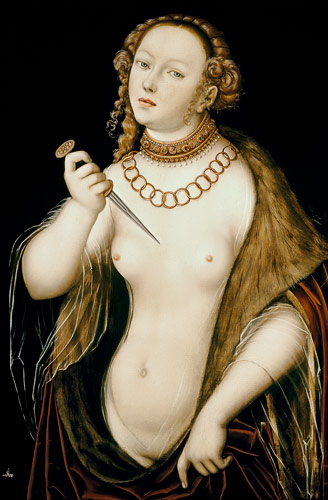
Lucrécia
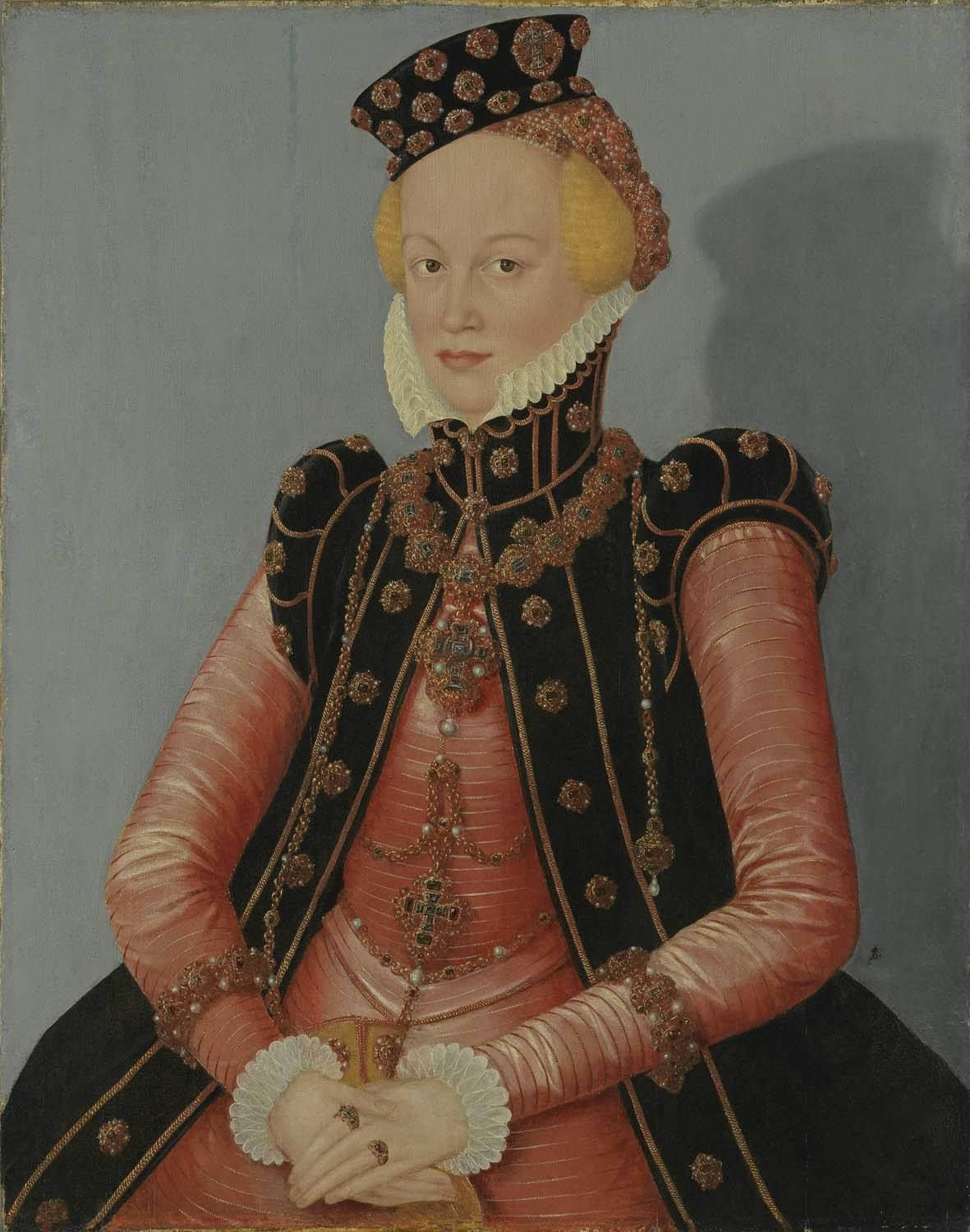
Portrait de Margarethe Elisabeth von Ansbach-Bayreuth à Munich, (1579)
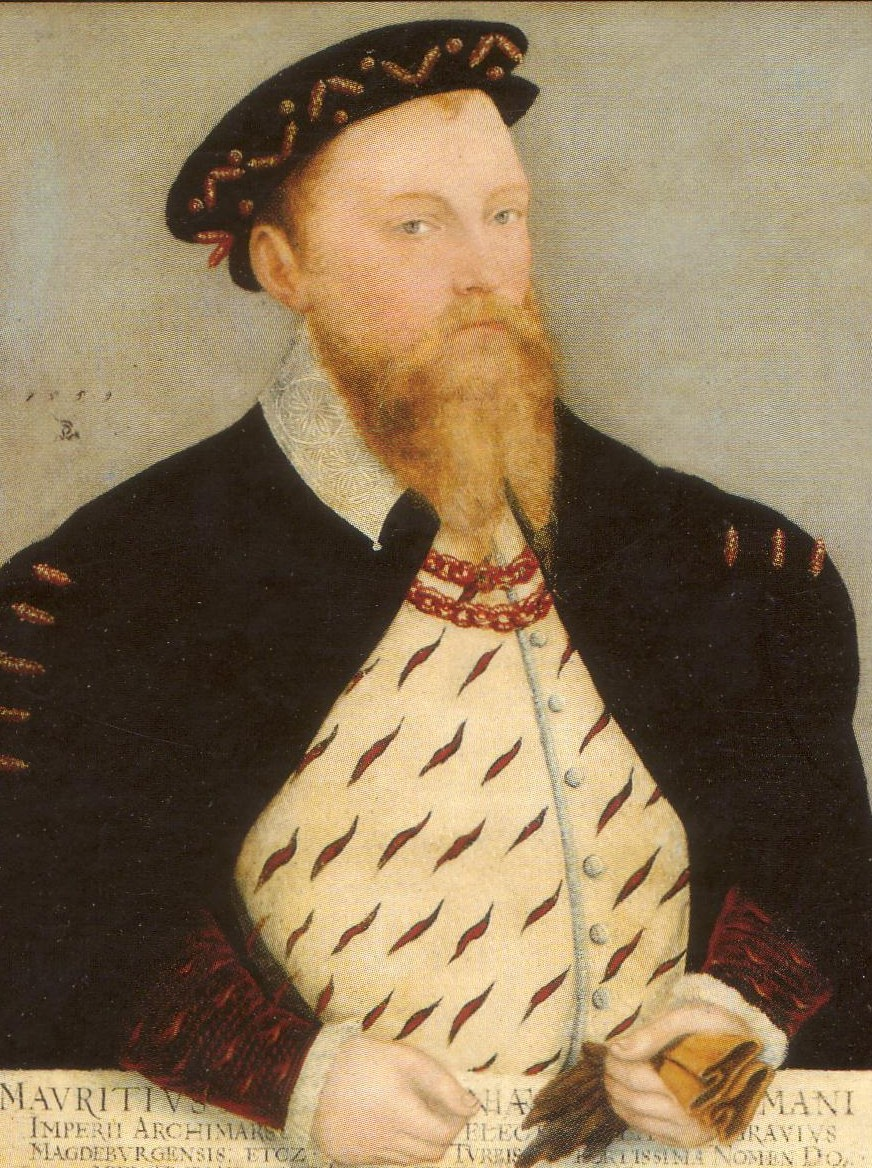
Retrato de Maurício da Saxônia (1521-1553)
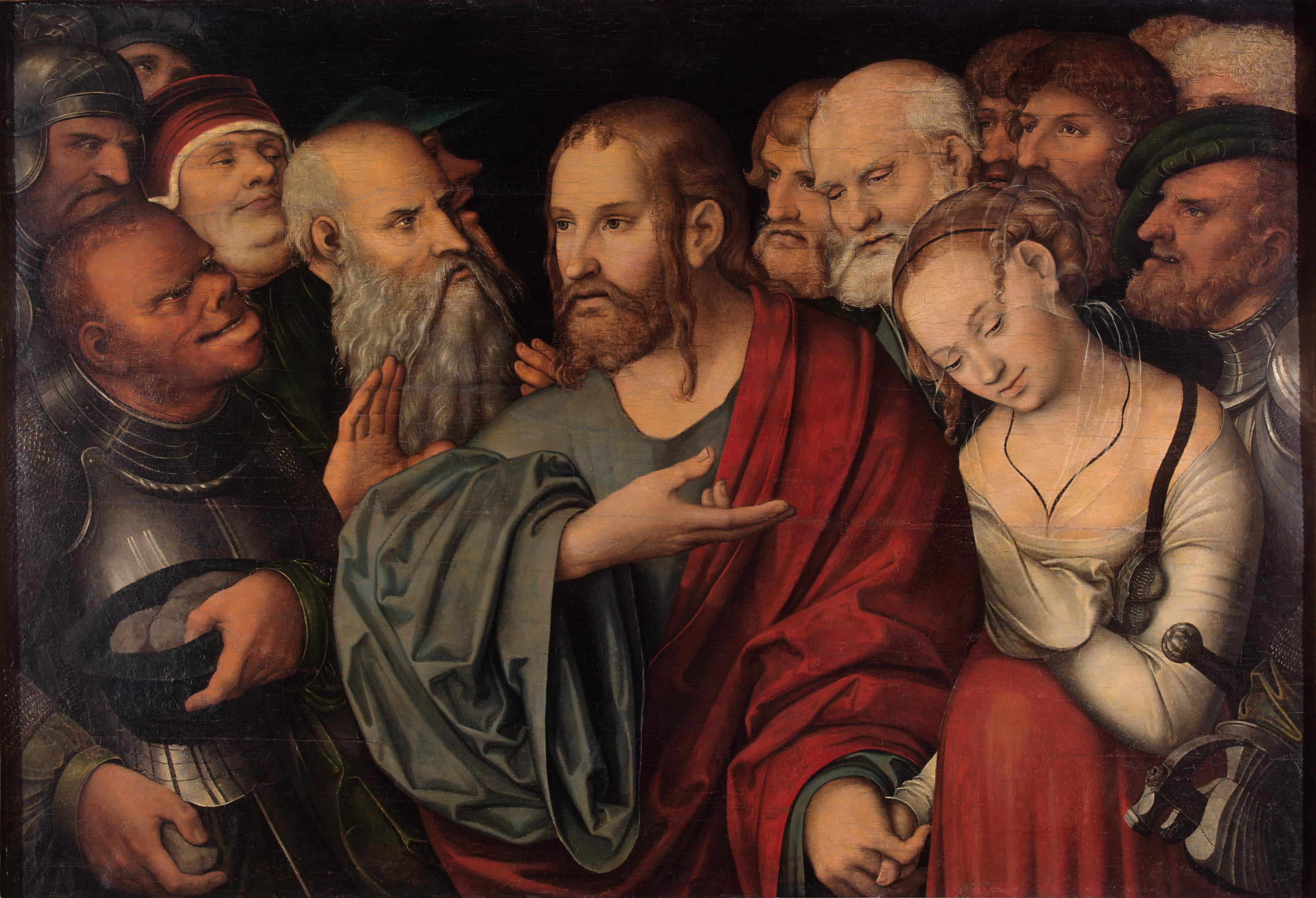
Cristo e a Adúltera, c. 1532